# Уолтър Липман
Уолтър Липман (23 септември 1889 – 14 декември 1974) е американски писател, репортер и политически коментатор. Неговата 60-годишна кариера е известна с това, че е една от първите, които въвеждат концепцията за Студената война, измисляйки термина „стереотип“ в съвременното психологическо значение, както и критикувайки медиите и демокрацията в негови статии, както и в няколко книги, като най-вече в книгата Общественото мнение (1922).
Липман играе основна роля в разследванията на групата The Inquiry, създадена от Удроу Уилсън след Първата световна война с цел отправяне на предложения за граници между страните с оглед постигането на стабилен световен мир. Неговите възгледи относно ролята на журналистиката в условията на демокрация са противоположни на възгледите на Джон Дюи и този спор по-късно е наречен „дебат Липман – Дюи“. Липман печели две награди „Пулицър“: едната за колонката „Днес и утре“ и другата за интервюто си с Никита Хрушчов през 1961 г.
Той е високо ценен, наричан от „най-влиятелния“ журналист на XX век до „баща на съвременната журналистика“. Майкъл Шудсън пише, че Джеймс У. Кери смята книгата на Уолтър Липман Общественото мнение за „основополагащата книга на съвременната журналистика“, а също и „основополагащата книга в американските медийни изследвания“.